# The Sun Doesn’t Shine
A The Sun Doesn't Shine című dal a brit Beats International 2. kimásolt 1991-ben megjelent  kislemeze az Excursion On The Version című 2. stúdióalbumukról. A dal nem volt különösen sikeres, azonban az angol és német kislemezlistára felkerült.

## Megjelenések
CD Single  Európa Go! Discs – GODCD 59
- 1  The Sun Doesn't Shine 3:45

Written-By – Cook
- 2 Crazy For You 3:50

Written-By – Bettis, Lind
# Wake 
- 3 The Dead 3:54

Written-By – Cook

- 4  The Sun Doesn't Shine (Extended Version) 5:02

Written-By – Cook

## Slágerlista
| Slágerlista (1991)   | Legjobb helyezés |
| -------------------- | ---------------- |
| German Singles Chart | 87               |
| Brit kislemezlista   | 66               |